# Adam Wright
Adam Wright (Huntington Beach, 4 maggio 1977) è un pallanuotista statunitense, vincitore di una medaglia d'argento ai giochi olimpici di Pechino 2008 con la nazionale americana di pallanuoto e di una medaglia d'oro ai Giochi Panamericani. Con la squadra di pallanuoto della UCLA ha conquistato due titoli NCAA. In Europa ha giocato con le calottine di Catania, Dinamo Mosca, Bissolati Cremona e Civitavecchia. 